# Le Jour des morts-vivants
Pour les articles homonymes, voir Day of the Dead.
Série
Zombie
(1978) Le Territoire des morts
(2005)
Pour plus de détails, voir Fiche technique et Distribution.
Le Jour des morts-vivants (Day of the Dead) est un film américain réalisé par George A. Romero, sorti en 1985.
Le film débute à la suite de l'invasion planétaire de morts-vivants. Un petit groupe arrive en hélicoptère pour rechercher d'éventuels survivants. Peine perdue, ils regagnent leur base, un camp militaire fortifié. Dans ce camp qui est en fait un silo à missile datant de la guerre froide, la tension est forte entre les deux factions présentes, les militaires et les scientifiques. Les militaires sont partisans de l'éradication pure et simple des zombies — les scientifiques recherchent un moyen d'éradiquer la contamination. De plus, un mort-vivant différent, car exprimant des émotions humaines, est domestiqué par un des savants. La tension monte à son comble lors d'un raid de capture de morts-vivants, lorsque le groupe de soldats se fait en partie décimer. En effet, chaque mort ou morsure crée un nouveau zombie. La lutte entre les deux groupes va pouvoir se faire, en présence de l’invasion de morts-vivants.
C'est le troisième volet de la Saga des zombies.

## Synopsis
Sans date précise après l'apocalypse zombie, un groupe de survivants composé de scientifiques et de militaires survivent tant bien que mal dans une base souterraine de l'armée américaine en Floride. Malgré les sorties en hélicoptère du docteur Sarah Bowman, de Miguel Salazar, son amoureux et également soldat, de l'opérateur radio Bill McDermott et de John, le pilote, il semble qu'il n'y ait plus aucun survivant. Tous sont morts ou transformés en zombie. Après une énième tentative, l'équipe retourne à leur base fortifiée où de nombreux zombies se sont massés derrière les grilles. Ils apprennent également la mort du major Cooper qui avait été chargé de la protection des scientifiques pour qu'ils trouvent un remède à la contamination. Le capitaine Rhodes prend le commandement mais est beaucoup moins tolérant et estime que les zombies doivent tous être éradiqués. 
Au cours d'une capture de zombie pour les étudier, Miguel (déjà épuisé physiquement et mentalement) manque de faire tuer un soldat et malgré l'aide de Sarah, la juge responsable de son mal être jusqu'à la gifler. Sarah rend visite à son confrère le docteur Logan surnommé Frankenstein par les militaires pour ses dissections sur les morts-vivants. À l'opposé de Sarah qui cherche un vaccin, il pense pouvoir domestiquer les zombies et expérimente ses théories sur Boubou (Bub en VO), un mort plus intelligent que les autres. En apprenant que Logan étudie l'organisme zombie également sur des soldats comme l'ex-major Cooper, Sarah garde le secret par peur de ce qui pourrait leur arriver si les autres militaires le découvraient. 
Les relations se tendent de plus en plus entre les deux groupes et au cours d'une réunion, Rhodes perd patience et instaure la loi martiale, faute d'avancée majeure des scientifiques. Il suggère même de partir avec l'hélicoptère et de les laisser sur place. Logan lui retorque alors que ses hommes n'auraient aucune chance et qu'il aurait bientôt les résultats escomptés. Rhodes accepte de leur laisser plus de temps sans date précise. Secouée par le discours du capitaine, Sarah se confie à John et Bill qui vivent dans un pré-fabriqué au fond des tunnels. Elle avoue ne plus croire en rien ni qu'un remède ne soit possible. John, qui pense à un châtiment divin, explique qu'ils devraient tous les trois s'enfuir et trouver une île déserte où ils seraient en sécurité. Durant une nouvelle chasse aux zombies, Miguel, toujours épuisé, se fait mordre et fait tuer deux autres soldats, Miller et Johnson. Sarah l'ampute pour enrayer l'infection mais il s'agit de la goutte de trop pour Rhodes, qui décide de tuer tous les zombies captifs et d'arrêter les expérimentations. 
Partis chercher des médicaments pour Miguel, Sarah et Bill se rendent au laboratoire où ils découvrent que Logan a utilisé les corps de Miller et Johnson pour récompenser les progrès de Boubou. Le summum de l'horreur est atteint quand ils comprennent que Logan est devenu fou car il n'a pas réussi à enrayer les bas instincts des cobayes. Bill suggère de partir en hélicoptère immédiatement mais c'est à ce moment que Rhodes débarque et trouve le corps de ses hommes. Il tue Logan, désarme le reste des scientifiques et donne l'ordre à John de piloter l'hélicoptère. John refuse ; Rhodes tue alors l'assistant de Logan, le docteur Fisher, et enferme Sarah et Bill dans les tunnels où des zombies captifs errent. 
Dans le laboratoire, Boubou se libère grâce à son intelligence nouvellement acquise et découvre le corps de Logan. Dans un râle de tristesse d'avoir perdu son maître, il prend un pistolet et part en quête de vengeance. De son côté, Miguel, dans un acte suicidaire, ouvre la porte du camp aux zombies et fait descendre la plateforme de la base. Pendant ce temps, John se bat avec les hommes de Rhodes, leur prend leurs armes et part dans les tunnels secourir ses amis. La base est envahie par les zombies et les derniers militaires périssent. Rhodes se retrouvent nez à nez avec Boubou qui le blesse par balle avant que le capitaine ne meurt sous l'assaut des morts. John, Sarah et Bill sortent des tunnels grâce à une échelle et s'enfuient avec l'hélicoptère. 
Quelques jours plus tard, les trois amis se sont installés sur une île tropicale où les zombies ne semblent pas présents.

## Fiche technique
- Titre original : Day of the Dead
- Titre : Le Jour des morts-vivants
- Réalisation : George A. Romero
- Scénario : George A. Romero
- Musique : John Harrison
- Photographie : Michael Gornick
- Montage : Pasquale Buba
- Décors : Cletus Anderson
- Costumes : Barbara Anderson
- Production : David Ball, Salah M. Hassanein, Ed Lammi et Richard P. Rubinstein
- Société de distribution : United Film Distribution Company
- Budget : 3,5 millions de dollars (2,56 millions d'euros)
- Pays d'origine : États-Unis
- Langue : anglais
- Format : Couleurs - 1,85:1 - Mono - 35 mm
- Genre : Horreur, film de zombies, science-fiction post-apocalyptique
- Durée : 102 minutes
- Dates de sortie : 19 juillet 1985 (États-Unis), 10 décembre 1986 (France)
- Classification :
- États-Unis : R - Restricted
- France : Interdit aux moins de 16 ans

## Distribution
- Lori Cardille : Sarah Bowman
- Terry Alexander : John
- Joseph Pilato : Capitaine Henry Rhodes
- Jarlath Conroy : William « Bill » Mc Dermott
- Richard Liberty : Le Docteur Matthew « Frankenstein » Logan
- Sherman Howard : Boubou le zombie
- Gary Howard Klar : Le Soldat Steel
- Ralph Marrero : Le Soldat Rickles
- Antone Dileo Junior : Le Soldat Miguel Salazar
- John Amplas : Le Docteur Ted Fisher
- Taso N Stavrakis : Le Soldat Torrez
- Phillip G Kellams : Le Soldat Miller
- Gregory Nicotero : Le Soldat Johnson

## Commentaire
Comme dans les films de zombie de Romero, la critique sociale intervient. Il est intéressant que, en pleine époque de la guerre froide, Romero ne donne la préférence à aucune des deux factions en présence. Les idées et points de vue des deux camps sont aussi bonnes (et mauvaises) l’une que l’autre.
L’action est moindre comparativement à Zombie, mais le responsable des effets spéciaux Tom Savini a obtenu un Saturn Award pour ses effets sur ce film.

## Autour du film
- Le père de l'actrice Lori Cardille a également joué dans le premier opus La Nuit des morts-vivants (Night of the Living Dead).
- L'ancien associé de Romero pour La Nuit des morts-vivants (Night of the Living Dead), John Russo, a sorti en même temps un autre film de morts-vivants : le Retour des morts-vivants.
- À la suite de coupes budgétaires, le scénario a été modifié.
- Le Jour des morts (Day of the Dead), remake suivant le script original est sorti en salles en 2008.
- Le début du film sert d'introduction à M1A1, chanson du groupe Gorillaz.
- Lors de la scène où le professeur Logan donne des objets à « Boubou » (le mort-vivant dressé), le livre qu'il lui donne est Salem's Lot de Stephen King. Il s'agit d'un livre fantastique sur des vampires qui envahissent une ville.